# Джей, Джеффри
Джанфранко Рандоне (итал. Gianfranco Randone; род. 5 января 1970, Лентини), более известный под псевдонимом Джеффри Джей (англ. Jeffrey Jey) — итальянский музыкант, певец и автор-исполнитель; вокалист и сооснователь группы Eiffel 65. Был солистом группы Bliss Team (1992—1997) и Bloom 06 (2005—2010). После воссоединения Eiffel 65 в 2010 году, гастролирует с группой по Италии и Европе. Помимо вокала, играет на бас-гитаре, электрогитаре, барабанах и клавишных.
C 1980 по 1985 год жил в Бруклине; город оказал на него большое влияние. Будучи сыном музыканта, Джанфранко также увлёкся данной профессией. Свободно говорит на английском и итальянском языках.

## Дискография

### Синглы
- «Out Of Your Arms»[2] (2012)
- «The Color Inside Her»[3] (2013)
- «Adesso per Sempre»[4] (2017)
- «Sabbia»[5] (2017)
- «Lega»[6] (2018)
- «Settembre»[7] (2018)